# Кабинетная мифология

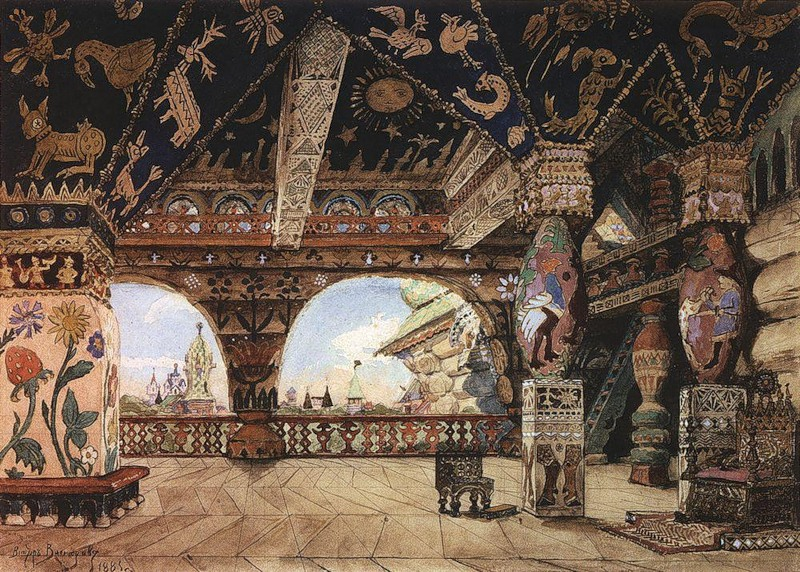
Палаты царя Берендея. Эскиз Виктора Васнецова к опере Николая Римского-Корсакова «Снегурочка», 1885

Кабине́тная мифоло́гия — научная фикция, научные мифы, не соответствующие реальной традиции представления о мифологии, сформировавшиеся в результате неверной интерпретации источников или самостоятельного творчества исследователей, включая искажённые или искусственно созданные образы мифологических персонажей, божеств. Создавалась в «учёных кабинетах», откуда название.
Существуют различные причины создания псевдобожеств. Распространенными причинами являются незнание исследователем языка или неправильное прочтение традиционного источника, а также ошибочные построения и реконструкции. В самих источниках, часто основанных на более старых текстах и традициях, уже могут иметься ошибки транскрипции, отражающие уровень знаний и личный интерес автора. Значительную роль играют заимствования божеств из другой культуры, которые могут мотивироваться как стремлением дискредитировать религию как языческую, так и желанием заполнить имеющиеся пробелы в источниках или обогатить традицию, чтобы предки конкретного народа не воспринимались как «отсталые».
В работах по славянской мифологии кабинетная мифология фигурирует с XV века (Ян Длугош) и получила широкое распространение с XVIII века (школа А. Н. Афанасьева).

## Формирование
Ранее не существовавший в системе верований мифологический персонаж может порождаться языковым знаком или фрагментом текста. Имя такого персонажей может восходит к вербальному знаку одного из двух типов: 1) имя персонажа, которое образовано от узуальных лексических единиц — нарицательных слов (роди́мчик ‘припадок, сопровождающийся судорогами и потерей сознания’ > персонаж Ро́дька) либо имя собственное (лес Хе́мерово в Архангельской области, топоним > леший Хе́меровский); 2) имя персонажа, имеющее текстовую природу, что включает конструкции, синтагмы, существующие в качестве взаимосвязанного целого только в составе «материнского» текста, а затем «мигрирующие» за его пределы (Лель, И́лия < песенные припевы алё-ле, ай люли). Новый персонаж возникает по воздействием двух стимулов — собственно языкового (наличие имени, которое «находит» себе план содержания) и культурного (семиотически насыщенный контекст: ситуация, которая связана с опасностью, запретом, предзнаменованием, агрессией, магическими практиками). Часто встречается комбинация этих стимулов, по этой причине мифологический номинативный фонд практически гарантированно постоянно обновляется. Творение персонажей, основанное на языковых стимулах, в кабинетной мифологии реализуется теми же механизмами, что и в «простонародной» традиции.

## Германская мифология

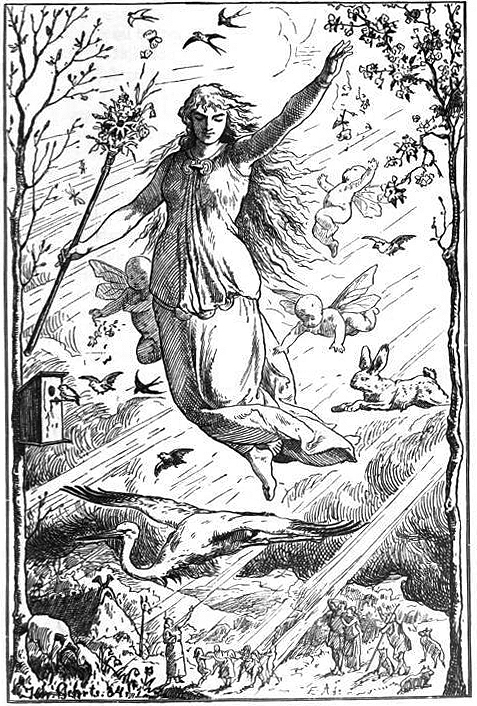
Остара, Йоханнес Гертс, 1884

Несколько ложных божеств происходят из исследования мифолога Якоба Гримма, представленного в его труде «Немецкая мифология» 1835 года. Это было первое комплексное исследование германской мифологии. Позже его методы изучения мифологии подверглись критике.
Нортумбрийский монах Беда Достопочтенный (673—735), пытаясь объяснить английское название Пасхи (англ. Easter) (и соответствующего месяца), разительно отличающееся от названий этого праздника в европейских языках, первым высказал предположение о существовании в древней мифологии богини Эостры (Eostre). В Германию название Пасхи (нем. Ostern) было принесено вместе с христианством англосаксонскими миссионерами, такими как святой Бонифаций. В 1835 году Якоб Гримм предположил родство этих названий, но решил эту проблему не в пользу заимствования, а предположил существование древнегерманской языческой богини с индоевропейскими корнями — в рамках национал-романтического конструирования мифологии. Подлинность этой богини ставится под сомнение. Единственным источником о ней является Беда.
Ряд других божеств являются результатом неправильного прочтения и неправильного толкования древних и средневековых источников, например, Герта, появившаяся в Германии в XVII веке, вероятно, в результате неверно толкования имени германского божества Нертуса в ходе популяризации Германии Тацита.

## Балтийская мифология
Большое число псевдобожеств появляется в трактатах о дохристианской религии пруссов, латышей и литовцев, многие из которых образованы от христианских святых, например, Мара от Девы Марии или Тенис от святого Антония. Так, в XVI веке польский историк Ян Ласицкий перечислил 78 богов и духов, но только восемь из них сегодня считаются реально существовавшими в традиционной культуре. В совокупности с идеями национального романтизма образы псевдобогов до настоящего времени оказывают влияние не только на народное воображение, но и на качественные научные труды.

## Иллирийская мифология
Длительное время в научной литературе обсуждалась иллирийская богиня Oethe (᾿Οήθη), пока не удалось доказать, что надписи на якобы древних перстнях с именем этой богини, датируются XI веком и отражают искажённую христианскую формулу спасения.

## Славянская мифология

### Понятие
Термин кабинетная мифология употребляется историками, фольклористами, лингвистами и этнографами.
Славянская традиция не содержит мифологических текстов в собственном смысле слова, подобных существовавшим, к примеру, в рамках древнегреческой мифологии. Единая праславянская высшая мифология, пантеон богов, не может быть реконструирована: пантеон князя Владимира Святославича отличался от поморского, тогда как пантеон южных славян вовсе не прослеживается. Сведения о верховных божествах в славянской народной традиции не сохранились, тогда как низшая мифология (представления о чертях, водяных, домовых, русалках, духах растений и животных, демонах болезней и др.) демонстрирует единство и большую устойчивость.

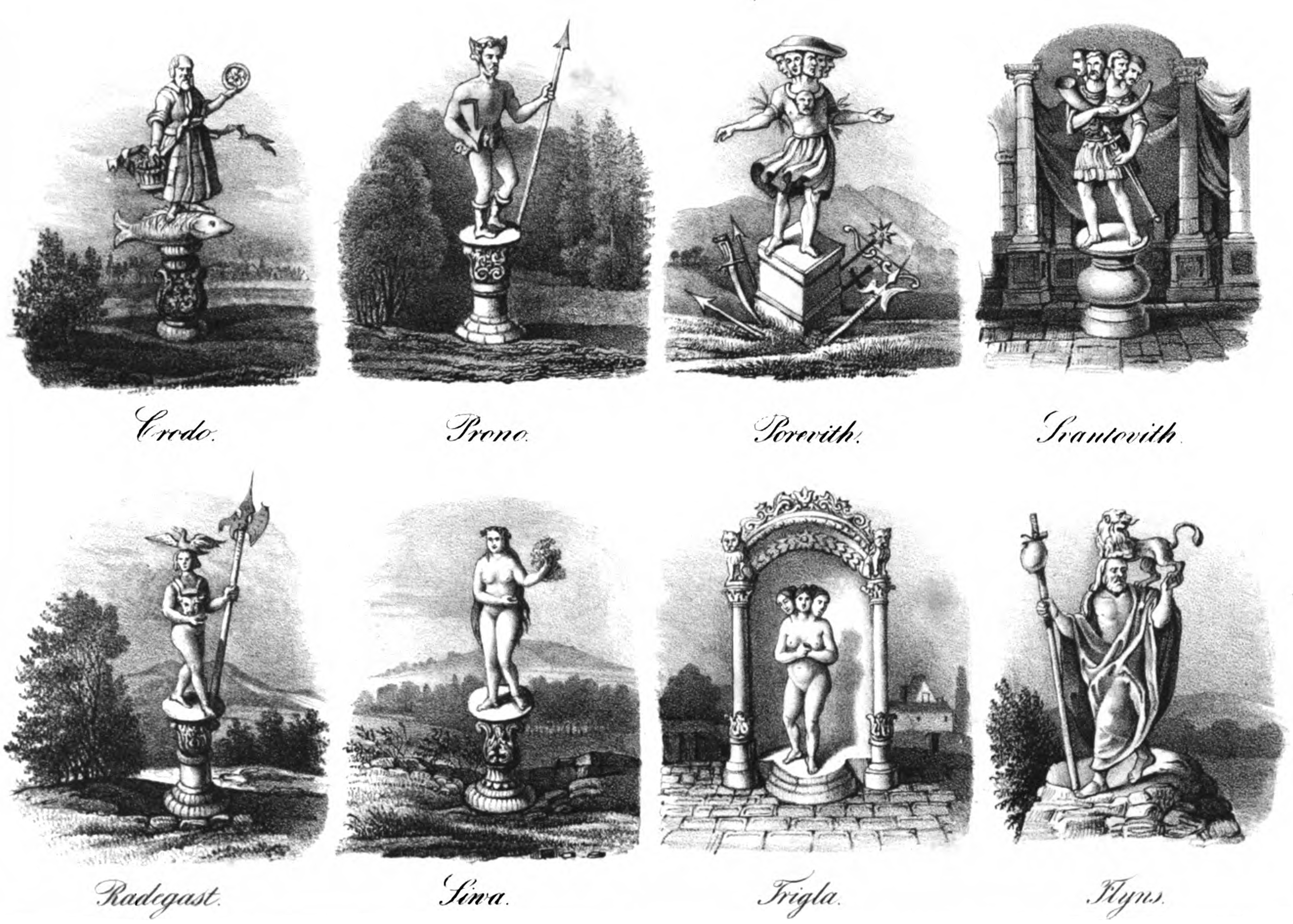
Божества западнославянской мифологии. Эдвард Соммер, Музей саксонского патриотизма, 1835

Существует тенденция строить славянскую кабинетную мифологию по античным образцам. Кабинетная мифология могла определяться стремлением воссоздать славянскую мифологию, которая лишь фрагментарно отражена в сохранившихся источниках, или «поднять» славянскую мифологию до уровня классических мифологий древности, что побуждало романтически настроенных исследователей конструировать образы славянских богов, имена которых извлекались из таких источников, как фольклорные нарративы, песенные припевы и др. или изобретая их. На создание кабинетной мифологии влияли также несовершенство приёмов донаучного и научного исследования и большое число вторичных и сфальсифицированных источников.
Основу кабинетной мифологии составляет представление о славянском язычестве как о пантеоне «личных» богов, которые осмысляются либо в антропоморфных образах, либо в образах идолов.
Кабинетная мифология включает, наряду с достоверно установленными богами славянского язычества, также мифических персонажей, божественный статус которых сомнителен, а в некоторых случаях они вовсе не были известны язычникам, например, Белобог, Вазила, Весна, Горыня, Жыж, Жыцень, Зирка, Зюзя, Коляда, Кострома, Купала или Купало, Курент, Лада или Ладо, Лето, Леля, Лель, Масленица, Овсень, Полель, Похвист, Цеця, Чур, Ярила или Ярило.
Среди сомнительных божеств, мифологических персонажей, именуемых богами в поздних, вторичных и целом не надежных источниках, своего рода мифологических гапаксах, некоторые оказывались плодами кабинетной мифологии, тогда как другие с течением времени получали «реабилитацию».
Кабинетная мифология относит к языческим божествам названия сезонов — Лето, Весна — и календарных праздников — Купала, Коляда, Масленица, которые могли осмысляться в качестве имён собственных в календарных песнях и закрепляться за такими предметами, как обрядовые антропоморфные чучела. В целом названия чучел и кукол, такие как Кострома, Морена, тоже нередко рассматриваются приверженцами кабинетной мифологии в качестве имён языческих богов. Имена ряда кабинетных персонажей, включая такие, как Лада или Ладо, Лель, Полель были образованы в результате ошибочной интерпретации полубессмысленных припевов обрядовых песен. Божественный (теоморфный) характер приписывается и персонажам русских сказок — Баба Яга, Горыня, что наблюдается уже в «Славянской и российской мифологии» Андрея Кайсарова изданной в 1804 году.

### История
Многочисленные попытки выстраивания славянской мифологии на основе античной модели предпринимались с периода Яна Длугоша, написавшего «Historia Polonica». Хроника Длугоша третьей четверти XV века является единственным источником сведений о польских богах. В ней перечислено несколько теофорных имён, сопровождаемых соответствиями в римской мифологии: Yesza — Юпитер, Lyada — Марс, Dzydzilelya — Венера, Nya — Плутон, Dzewana — Диана, Marzyana — Церера, Pogoda — соразмерность, в частности временная (Temperies), Zywye — Жизнь (Vita). Александр Брюкнер указал, что многое в списке Длугоша является творением хрониста и не имеет корней в древней славянской мифологии. Так, имена Lyada и Dzydzilelya восходят к песенным рефренам, другие имена принадлежат персонажам низших мифологических уровней, третьи созданы стремлением найти соответствие римскому божеству. Однако несмотря на многие неточности и вымысел, предполагается, что список Длугоша всё же отражает славянскую мифологию. Это относится к именам Nya (когнат русского навь, «смерть»), Dzewana (ср. польск. dziewa, «дева», «девственница») и особенно Marzyana, мифологическим персонажам, выступавшим в сезонных обрядах. Именам Pogoda и Zywye не приведены римские мифологические соответствия. Ряд этих персонажей имеет соответствия за пределами польской традиции.
Пример кабинетной мифологии имеется в Густынской летописи XVII века,

Сего Ладона, беса, по некаких странах, и доныне на крестинах и на брацех величают, поюще своя некия песни, и руками о руки или о стол плещущи, Ладо, Ладо, и приплетающе песни своя, многажды поминают.
В том же направлении в XVIII веке работали Михаил Ломоносов и Василий Татищев. В этот период российские историки и литераторы стали воспринимать себя в качестве равноправных участников европейской истории, и у них возникло стремление переписать российскую историю по европейскому образцу. Молодой империи требовалась собственная античность, включая легендарных правителей, эпос и мифологический пантеон. Казалось важным показать существование сонма и иерархии богов, устойчивых мифов о деяниях и родственных связях этих мифологических персонажей. Эти сведения собирались по крупицам, но они были фрагментарными, и для создания целостной картины историки домысливали материалы. В 1804 году в предисловии к своему мифологическому словарю поэт, прозаик и переводчик Григорий Глинка писал:

И не лучше ли Фидасова Венера с подделанными во вкусе сего знаменитаго древняго мастера руками и ногами, нежели когда б осталось одно только ея туловище, и то, может быть, местами еще выбитое?
Филолог Ю. М. Лотман писал, что многие писатели и историки XVIII века, включая Михаила Ломоносова, больше доверяли в действительности поздним источникам, наподобие поздних редакций Хронографа, поскольку свидетельства, сообщаемые «Повестью временных лет», казались им слишком лапидарными, скупыми, лишёнными романического содержания. Эти свидетельства почти не касались тем, которые интересовали читателя конца XVIII века в наибольшей мере, — дохристианского, докняжеского периода, и предоставляли слишком мало подробностей. К поздним источникам привлекала также свойственная им сказочная фантастичность, которая по представлениям XVIII века была признаком старины. Так, более фантастичные, чем сведения, сообщаемые «Повестью временных лет», статьи Хронографа воспринимались как более древние.
Первыми работами, посвящёнными российскому и славянскому язычеству, стали труды писателей и историков-публицистов. В 1767 году Михаил Чулков издал «Краткий мифологический лексикон». В 1768 году вышло «Описание древнего славянского языческого баснословия, собранного из разных писателей, и снабденного примечаниями» Михаила Попова. В 1804 году Григорий Глинка выпустил «Древнюю религию славян». В том же году филологом и сторонником отмены крепостного права Андреем Кайсаровым была издана «Славянская и российская мифология». Эти издания представляют собой словари, которые в алфавитном порядке систематизировали все материалы о языческих божествах, известные из трудов Татищева и Ломоносова, ряда русских летописей, латинских хронистов и византийских географов, а также фольклора того времени. Баба-яга изображалась «адской богиней», которая требовала кровавых жертвоприношений для своих внучек. Домовые и лешие представлены в качестве «мечтательных полубогов». Одним рядом были даны божества западных славян, известные из средневековых письменных памятников, киевские идолы, масленичные чучела, Боян из «Слова о полку Игореве», волхв из сомнительной Иоакимовской летописи и большое число ошибок историков. Эта совокупность персонажей получила отражение в литературе и идеологии и присутствует в массовой культуре до настоящего времени. Кайсарова
Автор изданных в середине XIX века «Белорусских народных преданий» (1846) Павел Шпилевский (Древлянский), приняв за эталон мифологию разных народов (древнерусскую, литовскую, польскую и белорусскую), попытался утвердить «полноценность» белорусского этноса, создавая пантеон мифологических персонажей и божеств. Статья Древлянского описывает десятки белорусских «богов». Согласно Е. Е. Левкиевской, Древлянский «сконструировал» названия для некоторых персонажей по ассоциации с реальными словами: Ваструха — острый, Вазила — возить, Жыцень — жито, Бордзя — борзый, Яркун — ярый, Гарцуки — гарцевать, Любмел — любить. Описания «богов» содержат большое число фантастических деталей и не принимаются большинством исследователей. Однако на материале Древлянского в значительной мере основываются А. Н. Афанасьев и ряд последующих авторов, пишущих о таких персонажах как Ярило, Чур, Вазила, Жыж, Жыцень, Зюзя, Цеця и др.
Наиболее последовательно славянская кабинетная мифология выражена в книге А. Н. Афанасьева «Поэтические воззрения славян на природу» (1865—1869). В один ряд с подлинными богами Афанасьев ставил таких, отнесение которых к богам, а в ряде случаев и само наличие которых в традиции сомнительно: Белобог, Вазила, Весна, Горыня, Жыж, Жыцень, Зирка, Зюзя, Купала или Купало, Лада или Ладо, Лето, Леля, Масленица, Овсень, Цеця, Чур, Ярила или Ярило.

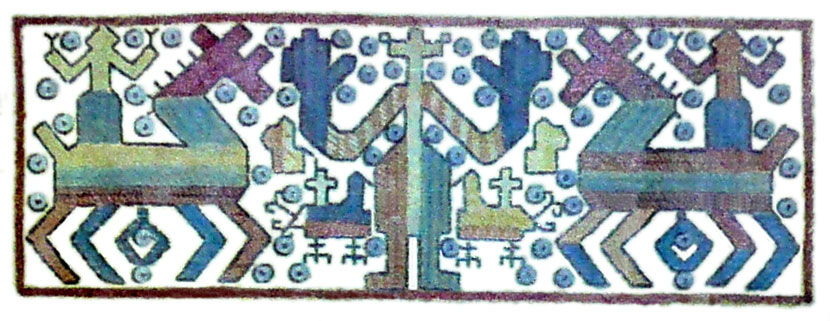
Узор с калужской вышивки, по мнению Б. А. Рыбакова, изображающий богиню Макошь

В 1960-е годы историк Б. А. Рыбаков начал публиковать свою концепцию славянского язычества, окончательно изложив её в двух монументальных томах — «Язычество древних славян» (1981) и «Язычество Древней Руси» (1987), — где сделал попытку реконструкции и систематизации славянских языческих верований и ритуалов как в древнейшую эпоху, так и во времена Киевской Руси. В рамках реконструкции славянского пантеона, предложенной Рыбаковым в 1970—1990-х годах и поддержанной его последователями, главным славянским божеством считается Род, рассматриваемый как демиург, создатель всего живого и сущего. Рыбаков считал Рода также богом плодородия, а рожаниц — славянским аналогом греческих мойр. Согласно Рыбакову, ряд русских фольклорных сюжетов восходит корнями к началу раннего железного века и, таким образом, по своей древности не уступает древнегреческой мифологии.
Реконструкции Рыбакова вызывают критику за фантастические спекуляции и отсутствие единой методологии. По мнению историка Л. С. Клейна, методика Рыбакова в рамках его реконструкций славянской мифологии находится на уровне авторов начала XIX века. Рыбаков находил многочисленные сходства между славянскими и скифскими фольклорными сюжетами, с чем не соглашались другие специалисты. Вопреки взглядам Рыбакова, большинство современных исследователей считают Рода не верховным божеством, а второстепенной фигурой восточнославянского пантеона — духом-покровителем потомков и дома, рода и судьбы.
Современные авторы продолжают публиковать сочинения, содержащие кабинетные мифы.